# Molière de la comédienne
 (signalé en mai 2025).
Si vous disposez d'ouvrages ou d'articles de référence ou si vous connaissez des sites web de qualité traitant du thème abordé ici, merci de compléter l'article en donnant les références utiles à sa vérifiabilité et en les liant à la section « Notes et références ».
- Archive Wikiwix
- Bing
- Cairn
- DuckDuckGo
- E. Universalis
- Gallica
- Google
- G. Books
- G. News
- G. Scholar
- Persée
- Qwant
- (zh) Baidu
- (ru) Yandex
- (wd) trouver des œuvres sur Wikidata

Le Molière de la comédienne est une récompense théâtrale française décernée par l'association Les Molières depuis la première remise de prix le 23 mai 1987 au théâtre du Châtelet à Paris.
À partir des Molières 2014, la catégorie est divisée en deux : Molière de la comédienne dans un spectacle de théâtre privé et Molière de la comédienne dans un spectacle de théâtre public.

## Introduction
Dominique Blanc a reçu trois fois un Molière de la comédienne. Suzanne Flon, Myriam Boyer, Isabelle Carré, Christine Murillo et Judith Magre deux fois.
Comédiennes nommées à plusieurs reprises (en gras, les comédiennes lauréates) :
- 10 fois : Isabelle Huppert.
- 8 fois : Catherine Hiegel.
- 7 fois : Isabelle Carré.
- 6 fois : Cristiana Reali.
- 5 fois : Suzanne Flon, Anny Duperey et Isabelle Gélinas.
- 4 fois : Dominique Blanc, Catherine Frot, Danièle Lebrun, Ludmila Mikaël, Anouk Grinberg, Myriam Boyer, Dominique Valadié et Béatrice Agenin.
- 3 fois : Nicole Garcia, Christine Murillo, Denise Gence, Tsilla Chelton, Zabou Breitman, Caroline Sihol, Dominique Reymond, Emmanuelle Devos, Francine Bergé et Isabelle Adjani .
- 2 fois : Jeanne Moreau, Maria Casarès, Annie Girardot, Julie Depardieu, Sophie Marceau, Fanny Ardant, Geneviève Casile, Judith Magre, Marie Gillain, Marie Laforêt, Catherine Rich, Hélène Vincent, Muriel Robin, Clémentine Célarié, Christiane Cohendy, Marina Hands, Barbara Schulz, Anne Charrier, Catherine Arditi et Léa Drucker.

## Palmarès

### Années 1980
- 1987 : Suzanne Flon dans Léopold le bien-aimé
  - Nicole Garcia dans Deux sur la balançoire
  - Denise Grey dans Harold et Maude
  - Jeanne Moreau dans Le Récit de la servante Zerline
  - Dominique Valadié dans Hedda Gabler
- 1988 : Jeanne Moreau dans Le Récit de la servante Zerline
  - Maria Casarès dans Hécube
  - Anny Duperey dans Le Secret
  - Macha Méril dans L'Éloignement
  - Delphine Seyrig dans Un jardin en désordre
- 1989 : Maria Casarès dans Hécube
  - Suzanne Flon dans Une absence
  - Denise Gence dans Les Chaises
  - Catherine Hiegel dans La Veillée
  - Isabelle Huppert dans Un mois à la campagne

### Années 1990
- 1990 : Denise Gence dans Avant la retraite
  - Jane Birkin dans Quelque part dans cette vie
  - Anny Duperey dans Le Plaisir de rompre et Le Pain de ménage
  - Danièle Lebrun dans Faut pas tuer maman !
  - Sonia Vollereaux dans Les Palmes de monsieur Schutz
- 1991 : Dominique Valadié dans La Dame de chez Maxim
  - Marie-Anne Chazel dans La Dame de chez Maxim
  - Tsilla Chelton dans En conduisant Miss Daisy
  - Nicole Garcia dans Partage de midi
  - Annie Girardot dans Heldenplatz (Place des Héros)
  - Sophie Marceau dans Eurydice
- 1992 : Ludmila Mikaël dans Célimène et le Cardinal
  - Béatrice Agenin dans C'était bien
  - Suzanne Flon dans L'Antichambre
  - Anouk Grinberg dans Le Temps et la Chambre
  - Zabou dans Cuisine et Dépendances
- 1993 : Edwige Feuillère dans Edwige Feuillère en scène
  - Fanny Ardant dans L'Aide-mémoire
  - Emmanuelle Béart dans On ne badine pas avec l'amour
  - Denise Gence dans Oh les beaux jours
  - Catherine Hiegel dans La serva amorosa
  - Sophie Marceau dans Pygmalion
- 1994 : Tsilla Chelton dans Les Chaises
  - Isabelle Huppert dans Orlando
  - Danièle Lebrun dans La Fille à la trompette
  - Coline Serreau dans Quisaitout et Grobêta
  - Caroline Sihol dans Je m'appelais Marie-Antoinette
- 1995 : Suzanne Flon dans La Chambre d'amis
  - Juliette Brac dans Charcuterie fine
  - Geneviève Casile dans L'Allée du roi
  - Isabelle Huppert dans Orlando
  - Dominique Valadié dans Espions et célibataires
- 1996 : Christiane Cohendy dans Décadence
  - Anny Duperey dans Un mari idéal
  - Nicole Garcia dans Scènes de la vie conjugale
  - Ludmila Mikael dans Gertrud
  - Geneviève Page dans Colombe
- 1997 : Myriam Boyer dans Qui a peur de Virginia Woolf ?
  - Fanny Ardant dans Master class
  - Tsilla Chelton dans Le Mal de mère
  - Sandrine Kiberlain dans Le Roman de Lulu
  - Danièle Lebrun dans Célimène et le Cardinal
- 1998 : Dominique Blanc dans Une maison de poupée
  - Béatrice Agenin dans Qui a peur de Virginia Woolf ?
  - Geneviève Fontanel dans Adam et Eve
  - Ludmila Mikaël dans Deux sur la balançoire
  - Zabou dans Skylight
- 1999 : Isabelle Carré dans Mademoiselle Else
  - Annick Blancheteau dans Pour la galerie
  - Caroline Cellier dans Un tramway nommé Désir
  - Marilu Marini dans Le Frigo et La Femme assise
  - Cristiana Reali dans Duo pour violon seul

### Années 2000
- 2000 : Judith Magre dans Shirley
  - Marianne Basler dans Trahisons
  - Suzanne Flon dans L'Amante anglaise
  - Catherine Frot dans Dîner entre amis
  - Marie Laforêt dans Master Class
- 2001 : Corinne Jaber dans Une bête sur la lune
  - Isabelle Adjani dans La Dame aux camélias
  - Isabelle Huppert dans Médée
  - Ludmila Mikael dans Un trait de l'esprit
  - Catherine Rich dans L'Homme du hasard
- 2002 : Annie Girardot dans Madame Marguerite
  - Clémentine Célarié dans Madame Sans Gêne
  - Florence Pernel dans La Boutique au coin de la rue
  - Muriel Robin dans La Griffe (A71)
  - Caroline Sihol dans Elvire
- 2003 : Danielle Darrieux dans Oscar et la Dame rose
  - Francine Bergé dans Jeux de scène
  - Dominique Blanc dans Phèdre
  - Anouk Grinberg dans La Preuve
  - Danièle Lebrun dans Jeux de scène
- 2004 : Isabelle Carré dans L'Hiver sous la table
  - Micheline Dax dans Miss Daisy et son chauffeur
  - Isabelle Gelinas dans L'amour est enfant de salaud
  - Chantal Neuwirth dans Portrait de famille
  - Catherine Rich dans Le Sénateur Fox
- 2005 : Christine Murillo dans Dis à ma fille que je pars en voyage
  - Myriam Boyer dans Je viens d'un pays de neige
  - Marianne Epin dans Hannah K.
  - Isabelle Huppert dans Hedda Gabler
  - Cristiana Reali dans La Locandiera
  - Caroline Sihol dans Molly
- 2006 : Judith Magre dans Histoires d'hommes
  - Emmanuelle Devos dans Créanciers
  - Anny Duperey dans Oscar et la Dame rose
  - Catherine Hiegel dans Embrasser les ombres
  - Catherine Samie dans Oh les beaux jours
  - Barbara Schulz dans Pygmalion
- 2007 : Martine Chevallier dans Le Retour au désert
  - Isabelle Adjani dans La Dernière Nuit pour Marie Stuart
  - Geneviève Casile dans L'Éventail de Lady Windermere
  - Catherine Frot dans Si tu mourais...
  - Isabelle Gelinas dans Le Jardin
- 2008 : Myriam Boyer dans La Vie devant soi
  - Marina Hands dans Partage de midi
  - Cristiana Reali dans Good Canary
  - Dominique Reymond dans Le Pélican
- 2009 : Anne Alvaro dans Gertrude (le cri)
  - Zabou Breitman dans Des gens
  - Marie Laforêt dans Master Class
  - Christine Murillo dans Vers toi terre promise
  - Dominique Reymond dans La Nuit de l'iguane
  - Mélanie Thierry dans Baby Doll

### Années 2010
- 2010 : Dominique Blanc dans La Douleur
  - Anny Duperey dans Colombe
  - Isabelle Gélinas dans L’Illusion conjugale
  - Anouk Grinberg dans Les Fausses Confidences
  - Norah Krief dans La Dame de chez Maxim
  - Hélène Vincent dans Alexandra David-Néel, mon Tibet
- 2011 : Catherine Hiegel dans La Mère
  - Valeria Bruni Tedeschi dans Rêve d'automne
  - Julie Depardieu dans Nono
  - Maaïke Jansen dans Le Technicien
  - Dominique Reymond dans Les Chaises
  - Hélène Vincent dans La Célestine

| Molière de la comédienne dans un spectacle de théâtre public - 2014 : Valérie Dréville dans Les Revenants - Cécile Garcia-Fogel dans Les Serments indiscrets - Anouk Grinberg dans Molly Bloom - Isabelle Huppert dans Les Fausses Confidences | Molière de la comédienne dans un spectacle de théâtre privé - 2014 : Isabelle Gélinas dans Le Père - Emmanuelle Devos dans La Porte à côté - Agnès Jaoui dans Les Uns sur les autres - Valérie Lemercier dans Un temps de chien |

| - 2015 : Emmanuelle Devos dans Platonov - Audrey Bonnet dans Répétition - Émilie Incerti Formentini dans Rendez‐vous Gare de l'Est - Vanessa van Durme dans Avant que j'oublie | - 2015 : Marie Gillain dans La Vénus à la fourrure - Myriam Boyer dans Chère Elena - Fanny Cottençon dans On ne se mentira jamais ! - Miou-Miou dans Des gens bien |

| - 2016 : Dominique Blanc dans Les Liaisons dangereuses - Catherine Hiegel dans Le Retour au désert - Francine Bergé dans Bettencourt boulevard ou Une histoire de France - Isabelle Huppert dans Phèdre(s) | - 2016 : Catherine Frot dans Fleur de cactus - Dominique Valadié dans Qui a peur de Virginia Woolf ? - Léa Drucker dans Un amour qui ne finit pas - Muriel Robin dans Momo |

| - 2017 : Elsa Lepoivre dans Les Damnés - Romane Bohringer dans La Cantatrice chauve - Isabelle Carré dans Honneur à notre élue - Françoise Gillard dans Les Enfants du silence | - 2017 : Catherine Arditi dans Ensemble - Béatrice Agenin dans La Louve - Clémentine Célarié dans Darius - Cristiana Reali dans M'man |

| - 2018 : Marina Hands dans Actrice - Christiane Cohendy dans Tableau d’une exécution - Catherine Hiegel dans La Nostalgie des blattes - Anne Kessler dans L'Hôtel du libre échange | - 2018 : Laure Calamy dans Le Jeu de l’amour et du hasard - Isabelle Carré dans Baby - Anne Charrier dans En attendant Bojangles - Mélanie Doutey dans Douce Amère |

| - 2019 : Marina Foïs dans Les Idoles - Francine Bergé dans L'Échange - Rachida Brakni dans J'ai pris mon père sur mes épaules - Florence Viala dans La Locandiera | - 2019 : Anne Bouvier dans Mademoiselle Molière - Isabelle Carré dans La Dégustation - Anne Charrier dans Le Canard à l'orange - Cristiana Reali dans La Ménagerie de verre |

### Années 2020
| Molière de la comédienne dans un spectacle de théâtre public - 2020 : Christine Murillo dans La Mouche, d’après George Langelaan, mise en scène Valérie Lesort et Christian Hecq - Isabelle Adjani dans Opening Night d’après John Cassavetes, mise en scène Cyril Teste - Isabelle Carré dans Détails de Lars Norén, mise en scène Frédéric Bélier-Garcia - Géraldine Martineau dans Pompier(s) de Jean-Benoît Patricot, mise en scène Catherine Schaub - 2022 : Clotilde Hesme dans Stallone de Fabien Gorgeart, Clotilde Hesme et Pascal Sangla, d’après Emmanuèle Bernheim, mise en scène de Fabien Gorgeart - Emeline Bayart dans On purge bébé de Georges Feydeau, mise en scène de Emeline Bayart - Julie Depardieu dans Snow Thérapie d’après Ruben Östlund, mise en scène de Salomé Lelouch - Isabelle Huppert dans La Cerisaie d’Anton Tchekhov, mise en scène de Tiago Rodrigues - 2023 : Sara Giraudeau dans Le Syndrome de l'oiseau de Pierre Tré-Hardy, mise en scène Sara Giraudeau et Renaud Meyer - Isabelle Carré dans La Campagne de Martin Crimp, mise en scène Sylvain Maurice - Catherine Hiegel dans Music-Hall de Jean-Luc Lagarce, mise en scène Marcial Di Fonzo Bo - Isabelle Huppert dans La Ménagerie de verre de Tennessee Williams, mise en scène Ivo van Hove - 2024 : Vanessa Cailhol dans Courgette - Emmanuelle Bercot dans Après la répétition/persona - Laetitia Casta dans Une journée particulière - Marina Hands dans Le Silence - 2025 : Marina Hands dans Le Soulier de satin - Dominique Blanc dans Contre - Isabelle Huppert dans Bérénice - Dominique Reymond dans L'Amante anglaise - Georgia Scalliet dans Les Fausses Confidences | Molière de la comédienne dans un spectacle de théâtre privé - 2020 : Béatrice Agenin dans Marie des poules - gouvernante chez George Sand de Gérard Savoisien, mise en scène Arnaud Denis - Catherine Arditi dans Madame Zola de Annick Le Goff, mise en scène Anouche Setbon - Léa Drucker dans La Dame de chez Maxim de Georges Feydeau, mise en scène Zabou Breitman - Élodie Navarre dans Les Beaux de Léonore Confino, mise en scène Côme de Bellescize - 2022 : Barbara Schulz dans Comme il vous plaira de William Shakespeare, mise en scène Léna Bréban - Catherine Hiegel dans Avant la retraite de Thomas Bernhard, mise en scène d’Alain Françon - Vanessa Paradis dans Maman de Samuel Benchetrit, mise en scène Samuel Benchetrit - Cristiana Reali dans Simone Veil – Les combats d’une effrontée d’après Simone Veil, mise en scène de Pauline Susini - 2023 : Marie-Julie Baup dans Oublie-moi de Matthew Saeger, mise en scène Marie-Julie Baup et Thierry Lopez - Catherine Frot dans Lorsque l'enfant parait d'André Roussin, mise en scène Michel Fau - Isabelle Gélinas dans Les Humains d'Ivan Calbérac, d'après Stephen Karam, mise en scène Ivan Calbérac - Marie Gillain dans Sur la tête des enfants de Salomé Lelouch, mise en scène Ludivine de Chastenet et Salomé Lelouch - 2024 : Cristiana Reali dans Un tramway nommé désir - Pascale Arbillot dans Interruption - Ariane Ascaride dans Gisèle Halimi, une farouche liberté - Noémie Lvovsky dans Vidéo club - 2025 : Delphine Depardieu dans Les Liaisons dangereuses - Laure Calamy dans Peau d’homme - Isabelle Carré dans La serva amorosa - Estelle Meyer dans L’extraordinaire destinée de Sarah Bernhardt |